# 倫敦地鐵2009年型列車
倫敦地鐵2009年型列車（英語：London Underground 2009 Stock）是英國倫敦地鐵的一款庞巴迪製Movia系電聯車，由米德蘭鐵路公司在德比的李徹奇巷廠所產。此車款共約有47列、每列各8節的電聯車用於維多利亞線的營運，陸續於2009年7月至2011年7月間上線載客，取代舊款的1967年型列車。

## 概述

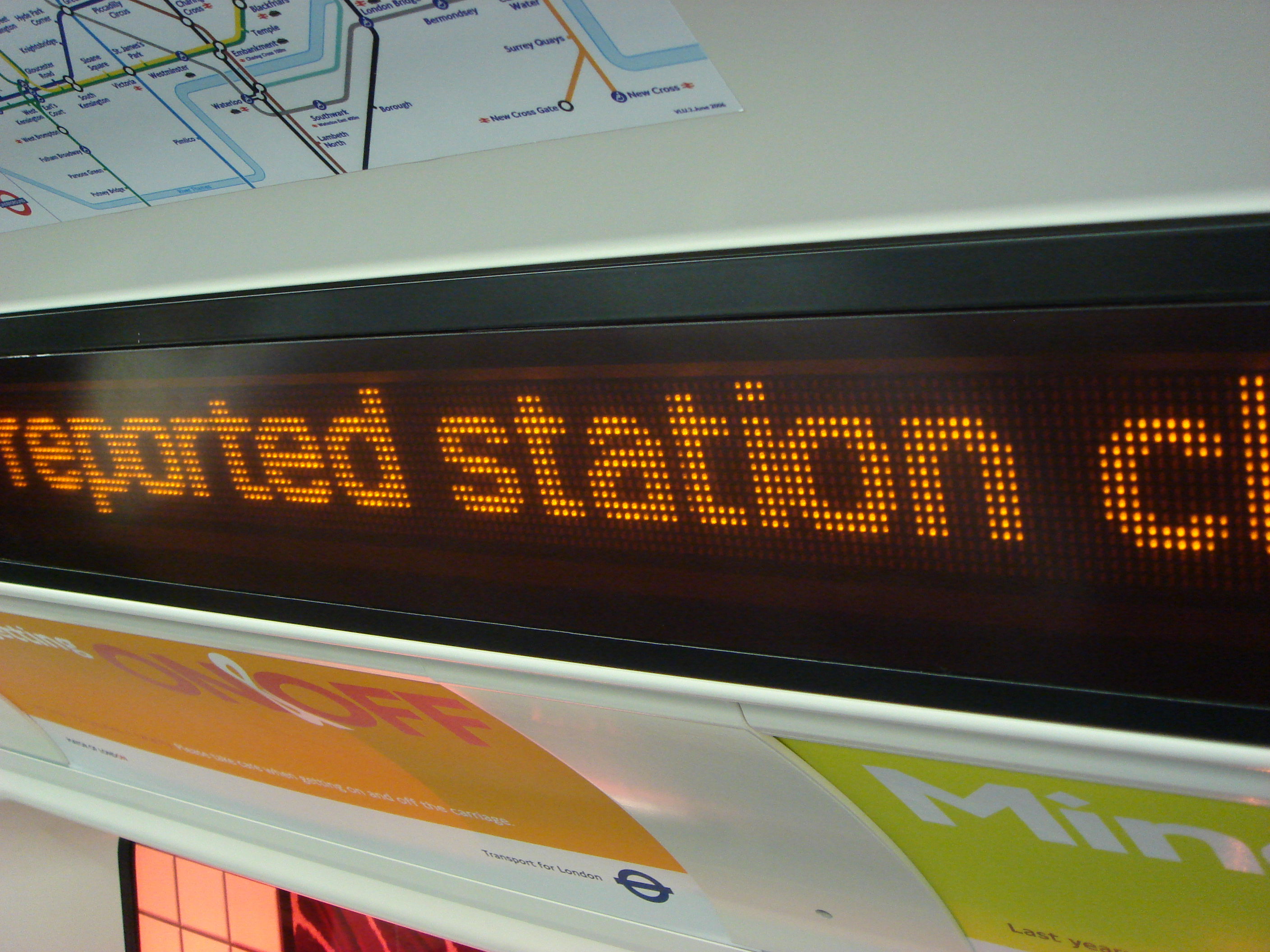
2009年型車廂內的LED點陣式顯示器

2009年型列車為一份總額約34億英鎊的列車升級計畫所屬項目，而該案是負責倫敦地鐵設施維護的民間公司「城鐵網」為了引入配有列車自動運行裝置（ATO）的新車、以及用於維多利亞線等地下路線的號誌系統而委託由龐巴迪承攬的。這項工程旨在提高列車可靠度、縮減站間行駛時間的8%及全程行駛時間的16%。設定此目標的部分原因是為了要在性能上超越2009年型列車的取代對象——1967年型列車。前者的最高行車速度達每小時80公里、最大加速度約每平方秒1.3公尺，正常服務減速率是每平方秒1.14公尺、緊急煞車減速率則為每平方秒1.4公尺，這些數值均高於67年型列車，而與1992年型列車相同。在尖峰時段，2009年型列車的上線數量可達43列，亦比67年型列車多了6列。

### 車體設計
2009年型車比67年型寬出40（1.57英寸），增加了維多利亞線用車的車體斷面大小。一列2009年型列車約有252個座位，站位部分則估計可容納1,196人，比67年型車的載客量多出了19%。此外，2009年型車的門寬也進行了加大，以提升乘客上下車的方便度、降低靠站所需時間。而該款列車也因為採用龐巴迪的全集成化車體裝配技術（FICAS）打造，而能減少車殼厚度、擴大車廂內部空間。另一方面，2009年型車也是首款於英國《鐵路車輛無障礙條例》實施後設計的倫敦地鐵用車，故車內增設了更多可供老弱婦孺使用的設施，包括輪椅、嬰兒車停靠區，區內的座位也改成疊式椅，在需要時可以收起，同時還減少了扶杆數量，騰出更大的輪椅通行空間。

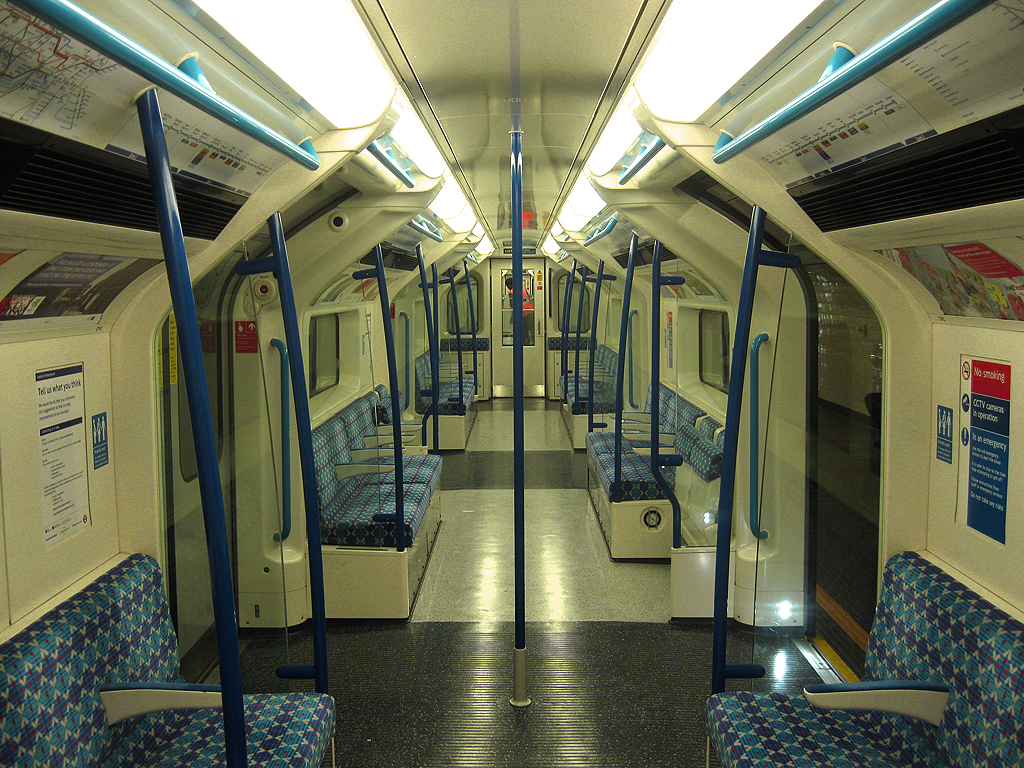
2009年型車廂內部

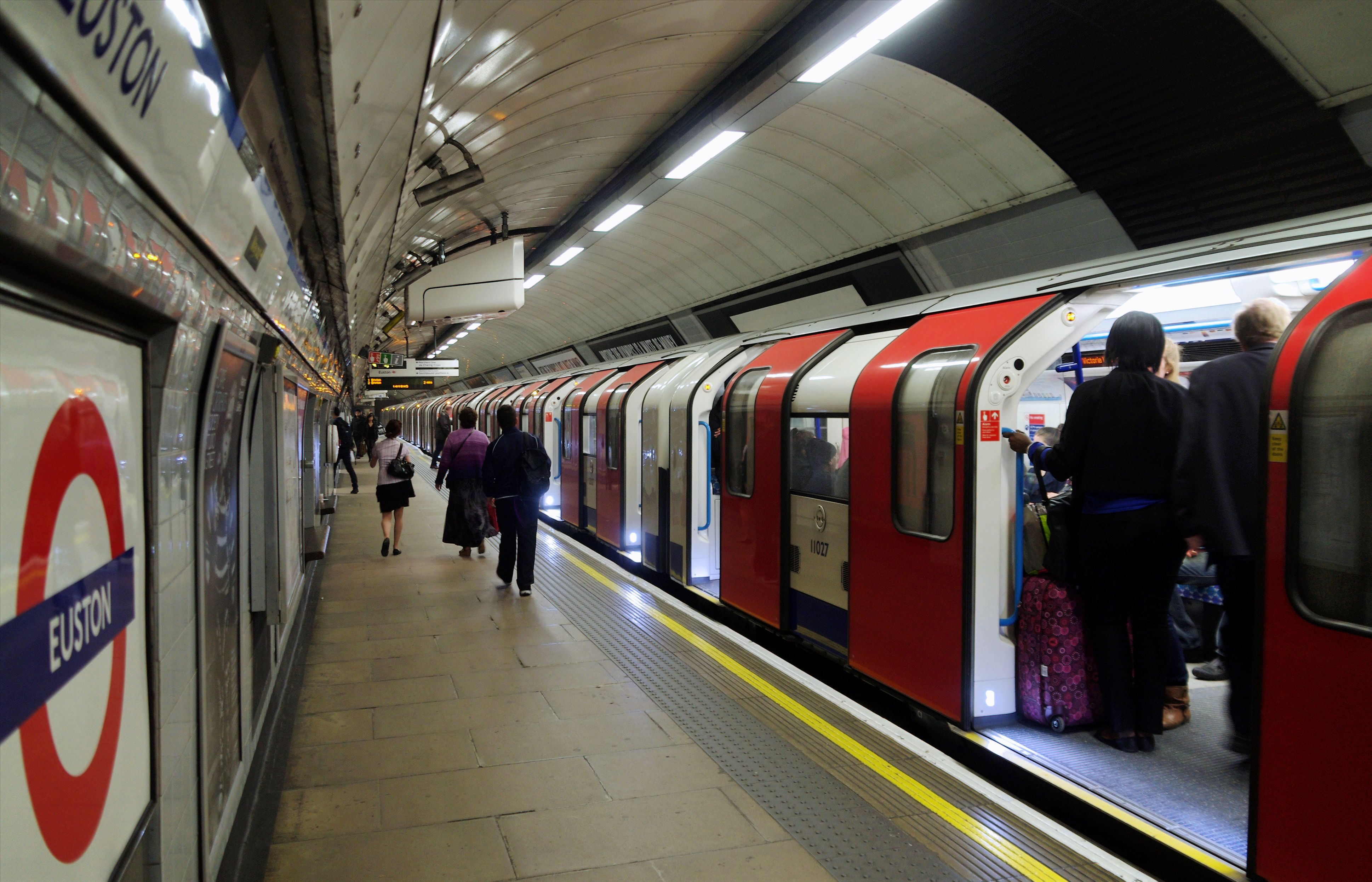
2009年型列車停靠尤斯頓站

2009年型列車為倫敦地鐵深層各線用車中最長的車種，長約133.275（437英尺3英寸），比67年型列車多出了3（9英尺10英寸），但仍比用於淺層路線、於同批購車案中引入的龐巴迪製S型列車短。車內設有閉路電視監視器與播映即時營運資訊和公告的點陣式顯示器。駕駛室內的駕駛安全裝置也有別於倫敦地鐵大部分列車的設計，是裝在司機員的右手側，因為維多利亞線大部分車站的月台都設於軌道右邊，其駕駛室也增設了1967年型列車所缺的側門，使司機員能更快地進行換班。

### 列車編組
每列2009年型車都是由2組4節的車廂所編成，依次為動力駕駛車（Driving Motor；）－無動力車廂（Trailer）－動力車（Non Driving Motor；）－解聯動力車（Uncoupling Non Driving Motor；），平時由維多利亞線的諾森伯蘭公園機廠維修，龐巴迪也派遣有駐廠人員。2009年型列車在最初設計時，曾打算製造成1992年型列車那種全動軸車輛，以強化牽引力和加速力、縮短行車時間，但廠方後來認定75%的車軸改為動力式即已足夠，還能因此節省1千萬英鎊的成本（總造價的3.5%）。車廂連接器則採用夏芬博格式車鈎。
|          | ← 布里克斯頓站 (A)沃爾瑟姆斯托中央站 (D) → |               |               |                   |                   |               |               |               |               |
| 車隊編號 | 11xxx (DM)                                 | 12xxx (T)     | 13xxx (NDM)   | 14xxx (UNDM)      |                   | 14xxx (UNDM)  | 13xxx (NDM)   | 12xxx (T)     | 11xxx (DM)    |
| 車輛設施 |                                            |               |               | Wheelchair spaces | Wheelchair spaces |               |               |               |               |
| 車輛編號 | 11001 ∥ 11093                              | 12001 ∥ 12093 | 13001 ∥ 13093 | 14001 ∥ 14093     |                   | 14002 ∥ 14094 | 13002 ∥ 13094 | 12002 ∥ 12094 | 11002 ∥ 11094 |

## 上線營運

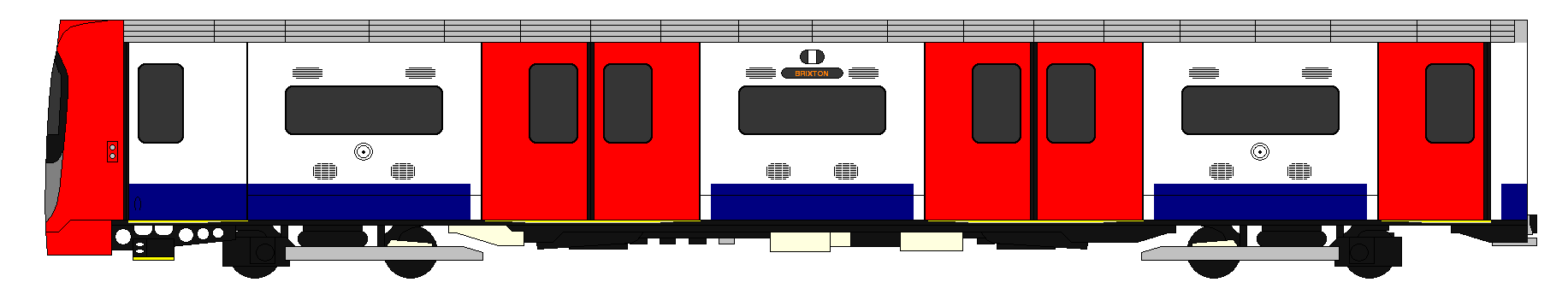
2009年型列車側面圖

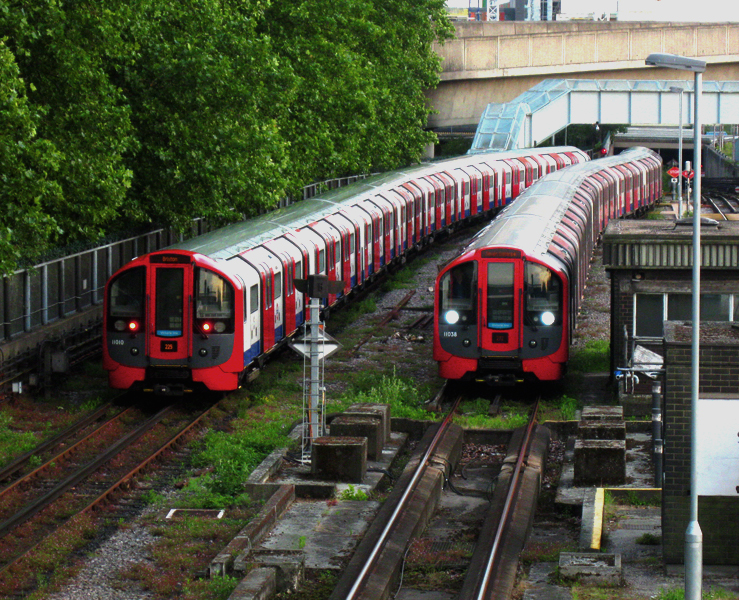
諾森伯蘭公園機廠內的2009年型列車

當2009年型列車的設計在2004年9月完成後，龐巴迪於2005年1月開始製造試驗車，訂定於2006年中旬出廠。2006年9月起，首批試驗列車開始在龐巴迪的李徹奇巷廠測試。龐巴迪方面原訂於2006年底向倫敦地鐵交車、利用非營運時段在維多利亞線上進行實地試車，但直至2007年5月才開始移交。次批試驗車上線測試後，2009年型列車的預定載客日也選為2008年7月，然而該日期卻推遲了兩次，第一次延至2009年1月，之後又改為2009年7月。最後，2009年型車於7月21日晚間首次上線營運，從諾森伯蘭公園機廠開出後，由維多利亞線北段的七姐妹站開至南段的布里克斯頓站。

### 故障事件
2010年7月21日的晨間尖峰時段，一列2009年型列車在皮姆利科站發生故障，必須出動救護車來接出3,000名被困乘客。5日之後，另一列2009年款車也在牛津圓環站故障，使得維多利亞線全線營運暫時中斷。倫敦交通局事後認定軟體和車門感應裝置的失靈為此兩次事件的肇因。

## 外部連結
- 2009 Tube Stock data sheet （页面存档备份，存于）